# 브라이트바트 뉴스
브라이트바트 뉴스(영어:Breitbart News, Breitbart 또는 Breitbart.com)는 2007년 앤드류 브라이트바트(Andrew Breitbart)가 설립한 미국의 극우 성향의 인터넷 언론사다. 앤드류 브라이트바트는 이 사이트를 허핑턴 포스트의 보수 버전으로 봤다. 여성 혐오, 외국인 혐오, 인종 차별적인 시각을 가지고 있으며, 음모론을 부추긴다는 비판이 있다.
브라이트바트의 회장으로 있었던 스티브 배넌은 2016년 브라이트 바트를 "대안 우파를 위한 플랫폼"이라고 선언하며 대안 우파와의 협력을 공식화했다. 2016년 미국 대선에서 브라이트바트는 도널드 트럼프 지지자들의 온라인 결집장소로 떠올랐다. 또한 브라이트바트는 마일로 야노풀로스(Milo Yiannopoulos)로 대표되는 논객들의 입을 빌어 신나치주의, 백인 우월주의 성향의 글을 올리고 확산시키기 위해 노력했다. 이는 미국 대통령 선거 이후 논란이 되어, 2,000곳이 넘는 조직에서 브라이트바트 광고를 철회했다.
브라이트바트는 미국 로스엔젤레스에 본사를 두고 있으며 텍사스, 런던, 예루살렘에 지부가 있다.

## 추가 자료
- https://blog.naver.com/kpfjra_/221080194044 -〈극우 인터넷 언론 ‘브라이트바트 뉴스’: 트럼프 대통령 만들기의 일등 공신〉, 박상현, 월간 신문과 방송, 2017년 8월호(통권 560호)